# Banco de los Estados de África Central
El Banco de los Estados de África Central  BEAC (en francés: Banque des États de l'Afrique centrale) es una institución oficial de la CEMAC que agrupa varios estados de África central. Se encarga de la aplicación de la política monetaria común, de la fijación de las tasas de interés, y de la gestión y control de las reservas de cambio y la deuda exterior.

## Instituto de emisión monetaria

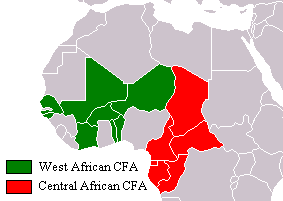
Estados miembros.

Es asimismo el instituto de emisión monetaria del franco CFA BEAC, que tiene curso legal dentro de los países miembros de la CEMAC.
Gracias a un acuerdo monetario con Francia, el franco CFA BEAC fue convertible con el franco francés, hasta 1999, con un cambio fijo (revisable) garantizado por un depósito del BEAC en un fondo de reserva en el Banco de Francia, constituido por las aportaciones de los bancos centrales nacionales de cada país miembro de la CEMAC.
Tras 1999, y el reemplazo del franco francés por el euro, el acuerdo monetario con Francia se mantuvo (después del acuerdo del BCE), que redefine un tipo de cambio fijo con el euro de todos modos garantizado (bajo ciertas condiciones) por el Banco de Francia, a cambio de mantener el fondo de reserva.
En todo caso, el BEAC quedó libre de componer los fondos de reserva suplementarios (en metal o en divisas) con otros bancos centrales a fin de facilitar el comercio internacional y disponer de reservas de cambio suplementarias de otras divisas además del euro, o de poner fin a la convertibilidad del franco CFA BEAC con el euro si fuera necesario.

### Nueva serie 2004 de billetes
Desde noviembre de 2004, una nueva serie de billetes está disponible.
Estos billetes, supuestamente modernos, fueron objeto de numerosas críticas en cuanto a su solidez, normalmente los billetes de 500F y de 1.000F podían circular durante años sin volver al banco, mientras que estos son inutilizables al cabo de seis meses.

### Problemas de escasez
La principal de las misiones del BEAC es la distribución y la puesta a disposición de los bancos comerciales de los billetes y monedas.
Así se reprocha al BEAC de no llevar bien a cabo esta misión, ya que la CEMAC continúa sufriendo después de más de 10 años con una fuerte escasez de monedas, lo que da base a todo tipo de tráficos.
En efecto, las piezas de 100, 50 y 25 F circulan en número insuficiente y oficialmente el BEAC no reconoce dicha penuria dando por motivo que:
- las monedas son objeto de una utilización ilegal
- los joyeros funden las piezas de 25 F para hacer joyas

Y que si no existiera este tipo de utilización fraudulenta, habría piezas suficientes para todo el mundo.

### Nueva serie 2006 de monedas
A fin de hacer más fluida la circulación de las monedas, el BEAC tomó una decisión histórica por su amplitud (1,250 millardos de piezas corrientes) que fue firmado en París, el 26 de mayo de 2005 por el gobernador Jean Félix Mamalepot y el ministro francés de Economía y Finanzas representando al fabricante, la ceca de París.
El objetivo perseguido por el BEAC es acabar con la escasez de piezas, integrar las monedas en los nuevos cánones internacionales en pos de protegerlas de las falsificaciones y de usos indebidos y dar un cierto dinamismo visual a las monedas que circulan en la región.
Todos los sucesivos procesos conceptuales, técnicos y de producción han sido llevados a cabo regularmente con éxito, así el BEAC decidió presentar las nuevas piezas el 20 de marzo en los seis países de la Comunidad Económica y Monetaria de África Central.
Como la antigua gama actualmente en circulación, la nueva se compone de ocho monedas: 1, 2, 5, 10, 25, 50, 100 y 500 FCFA. La tecnología bimetálica ha sido por primera vez introducida en las monedas de 100 FCFA, con color gris metálico en el centro y coronada en amarillo-oro.
La temática es común a todas las monedas:
- Cara: Todas las piezas de la gama llevan en la cara, el valor facial y la mención de la unidad monetaria (FCFA) escritas en caracteres muy grandes, ofreciendo así una mejor visibilidad al público, especialmente la gente con problemas de visión.
- Reverso: La grafía del reverso es la misma en todas las piezas de la gama. Simboliza una cesta de fruta tropical con el valor facial repetido en caracteres más pequeños, el todo, rodeado por figuras geométricas. La sigla "CEMAC" por encima del valor facial.

### El porta-monedas electrónico
Para resolver los problemas anteriormente descritos el BEAC propone la solución de un portamonedas electrónico, cuya generalización permitiría la resolución de los problemas de moneda en zonas urbanas.
No obstante la debilísima tasa de bancarización hace temer por el futuro del proyecto.